# Bacchisa nigriventris
Bacchisa nigriventris là một loài bọ cánh cứng trong họ Cerambycidae.